# British and Foreign Bible Society
A British and Foreign Bible Society, muitas vezes conhecido na Inglaterra e País de Gales simplesmente como Bible Society, é uma sociedade bíblica não-denominacional de caridade cuja finalidade é fazer com que a Bíblia seja disponível em todo o mundo. Ela é membro de Sociedades Bíblicas Unidas.

## História
A Sociedade foi constituída em 4 de março de 1804.